# Алокативна ефикасност
Алокативна ефикасност је такво стање тржишта код кога је алокација ресурса ефикасна. Тржиште ће бити алокативно ефикасно уколико се из ограничених ресурса друштва производи права количина робе за праве купце по правој цени. Стога је алокативно ефикасно оно тржиште на коме не постоје имперфекције, односно тржишне грешке. То се догађа онда када фирме производе уз једноакост P = MC, тј. када је цена једнака маргиналном трошку. 